# Federico II de Sicilia
Federico II de Sicilia (Barcelona, 1272-Paternò, 1337), rey de Sicilia, conocido también como Federico III de Aragón o Federico III de Trinacria, fue el tercero de los hijos de Pedro III de Aragón y de Constanza de Hohenstaufen, hija de Manfredo. Se coronó como Federico III para realzar la continuidad con la dinastía suaba de los Hohenstaufen. Modificó el escudo de armas del reino de Sicilia, añadiéndole la enseña de la dinastía Hohenstaufen sobre las armas de la Corona de Aragón.

## Conflicto por Sicilia
Pedro III murió en 1285, dejando la Corona de Aragón a su hijo mayor, Alfonso mientras que su hermano Jaime quedaba como regente del Reino de Sicilia. Poco tiempo después, Jaime II de Aragón tomaba la corona de Aragón al morir su hermano Alfonso III en 1291. En esa época aún existía un conflicto entre la Casa de Anjou y la Casa de Aragón por la posesión de Sicilia. A pesar de que Jaime II vencía en el conflicto, los problemas de la conquista de Murcia y los ataques de los franceses por el norte le obligaron a iniciar las negociaciones de paz con Carlos de Anjou.
Después de diversas interrupciones provocadas por la muerte de dos pontífices, bajo los auspicios del Papa Bonifacio VIII, Jaime II tuvo que asumir un tratado, la Paz de Anagni de 1295, que no le favorecía demasiado; mediante este tratado, a cambio de poseer las islas de Cerdeña y Córcega, tenía que ceder Sicilia a la Iglesia que a su vez la devolvería a la casa de Anjou. Los sicilianos rechazaron devolver el control a los franceses a los que habían desterrado de la isla en 1282 y el 11 de diciembre de ese mismo año, el Parlamento siciliano proclamó a Federico II como rey de Sicilia.
El Papa intentó sin éxito convencerle de que no aceptara, ofreciéndole privilegios y promesas, pero Federico se mantuvo firme y fue coronado por los nobles en Palermo en 1296. Federico era una persona con carisma que reformó la administración y amplió las facultades del Parlamento siciliano del que formaban parte los barones, los prelados y los representantes de las ciudades.
Su rechazo a las pretensiones del Papa provocó una nueva guerra; Federico II desembarcó en Calabria desde donde puso sitio a diversas villas, incitó a la revuelta en Nápoles, negoció con el partido gibelino de Toscana y Lombardía y asesoró a la Casa de Colonna contra el Papa Bonifacio. Mientras, el Pontífice envió a Carlos de Valois a invadir Sicilia a la vez que Jaime II, que recibió diferentes favores de la Santa Sede, hizo casar a su hermana Violante con Roberto, tercer hijo de Carlos II de Nápoles y Sicilia.
Al enterarse Federico de estas noticias envió a un mensajero a Aragón con el fin de inducir a barones, caballeros y ciudades a que hicieran desistir al rey del ataque. Desgraciadamente para Federico, una parte de los nobles aragoneses y sicilianos dieron apoyo a Jaime II y Juan de Procida y Roger de Lauria, héroes de las Vísperas sicilianas, marcharon con las tropas de Anjou. Los hijos de Carlos, Roberto y Felipe, desembarcaron en Sicilia pero fueron derrotados por Federico antes de que pudieran capturar Catania. Felipe fue hecho prisionero y fue torturado.

## Tratado de paz
La guerra continuó dos años más con diversos éxitos, hasta que Carlos de Valois se vio obligado a pedir la paz ya que su ejército se vio menguado de forma considerable por las enfermedades. En agosto de 1302 se firmó el Tratado de Caltabellotta, por el que Federico fue reconocido como rey de Trinacria (en esa época el nombre de Sicilia no se utilizaba) de forma vitalicia. A cambio, tenía que: casarse con Leonor de Anjou, hija de Carlos II de Anjou; retornar Sicilia a los de Anjou a su muerte; y compensar de algún modo a sus hijos. El Papa Bonifacio presionó al rey Carlos para que rompiera el tratado pero Carlos no quiso; en mayo de 1303 el Pontífice ratificó la paz con la condición de que Federico abonara un tributo. 
Tras la firma de la paz, los ejércitos (compañías) de almogávares provenientes de la península para combatir a su favor, llegaron a convertirse en un problema, causando desórdenes públicos, pero sobre todo era una fuerza muy poderosa, más leal a su hermano que a él mismo, por lo que ingratamente pensó en deshacerse de ellos. Como no podía combatirles vio la oportunidad en la llamada de auxilio proveniente del emperador Andrónico II de Bizancio. Animó a los almogávares a acudir en su ayuda y al mando de Roger de Flor partieron a la famosa y heroica Campaña Bizantina, formando la Gran Compañía Catalana.
La paz de Caltabellotta duró poco tiempo, ya que en 1313 Federico reivindicó el trono para su hijo Pedro. Llegaron más años de guerra en los que Roberto de Anjou intentó retomar la posesión de la isla sin éxito; en 1317 se firmó una tregua. En el año 1335, Federico fue excomulgado por el Papa Juan XXII por haber tomado posesión de la Santa Sede con objetivo de apoyar militarmente a los gibelinos en el ataque contra Génova. En 1321 el Pontífice emitió una interdicción contra Federico que duró hasta 1335 y que motivó nuevos conflictos contra los de Anjou. Finalmente, el Papa Benedicto XII en 1334 prometió el respeto de la Santa Sede a los dominios de Federico.
El 25 de junio de 1337, Federico II murió en Paternò. A pesar del Tratado de Caltabellotta, su hijo Pedro II de Sicilia le sucedió en el trono. El principal mérito de Federico II durante su reinado fue que la dinastía de la Casa de Aragón se considerara como propia y que ayudó a configurar a los sicilianos una identidad propia como pueblo unido.
Su tumba se encuentra en la Catedral de Santa Ágata en la ciudad de Catania, junto con todos los soberanos sicilianos de la dinastía aragonesa hasta María de Sicilia.

## Descendencia
De su matrimonio con Leonor de Anjou nacieron nueve hijos:
- Pedro II de Sicilia (1304-1342), su sucesor.[3]
- Rogelio (n. 1305-  ), quien murió joven.
- Manfredo (1306-1317), duque de Atenas y Neopatria.[4]Murió en Trapani tras caerse del caballo el 9 de noviembre de 1317 fue enterrado en los dominicos de Trapani.
- Constanza (1305- después de abril de 1344), se casó tres veces: la primera en Nicosia el 16 de octubre de 1317 con Enrique II de Chipre, el 29 de diciembre de 1331 con León IV de Armenia y la tercera con Juan de Lusignan.
- Isabel o Isabella (1310-1349), se casó en el año 1328 con Esteban II de Baviera.
- Guillermo (1312-1338), príncipe de Tarento, duque de Atenas y Neopatria tras la muerte de su hermano Manfredo. También fue conde de Calatafimi y señor de Noto y Passero.
- Juan de Randazzo (1317-1348), duque de Randazzo, Atenas y Neopatria, regente de Sicilia desde 1338.
- Catalina (1320-1342), abadesa de Santa Clara de Messina.
- Margarita (1331-1360), se casó en el 1348 con Rodolfo II del Palatinado con quien tuvo descendencia femenina, falleciendo Neustadt an der Hardt en 1377 y siendo enterrada en San Egidio de Neustadt.

También se le conocen hijos ilegítimos:
- Con Sibila Sormella, noble catanea hija de Siro di Solimella e Ilagio di Santa Sofia, hija de Riccardo di Santa Sofia:
  - Alfonso Fadrique, señor de Salona, conde de Gozo y Malta, actuando también como regente en la minoría de edad de varios de sus hermanos menores.[5]
  - Orlando, barón de Avola.
  - Isabel (¿?-1341), se casó primero con el conde Ponce VI de Ampurias y luego con Ramón de Peralta, conde de Caltabellota
  - Leonor